# Campeonato Paulista de Futebol de 1947
O Campeonato Paulista de Futebol de 1947 foi a 7.ª edição do campeonato organizado pela Federação Paulista de Futebol (FPF). Teve como campeão a equipe do Palmeiras e o Corinthians como vice-campeão. 
O artilheiro foi da equipe do Corinthians, Servílio de Jesus, com 20 gols.

## História
O título paulista de 1947 conquistado pelo Palmeiras ficou marcado por ser o primeiro de muitos conquistados pelo técnico recordista de vitórias pelo clube, Oswaldo Brandão. Com quase 350 triunfos à frente do time palestrino, 17 deles neste Paulista, ele conseguiu levar a equipe ao 11º estadual da história alviverde.
Pela segunda vez, a conquista paulista foi em um jogo decisivo contra o Santos, repetindo o feito de 1927.

## Todos os jogos do campeonato
- 17/05/1947 Corinthians 8 x 0 Jabaquara
- 18/05/1947 Port. Santista 0 x 3 Palmeiras
- 18/05/1947 Comercial (SP) 1 x 4 Nacional
- 18/05/1947 Juventus 2 x 2 Santos
- 24/05/1947 Ypiranga 1 x 2 Portuguesa
- 25/05/1947 Santos 2 x 3 Corinthians
- 25/05/1947 São Paulo 3 x 1 Comercial (SP)
- 25/05/1947 Nacional 4 x 4 Port. Santista
- 31/05/1947 São Paulo 1 x 1 Nacional (o São Paulo ganhou os pontos do jogo)
- 01/06/1947 Jabaquara 0 x 3 Ypiranga
- 01/06/1947 Palmeiras 3 x 0 Juventus
- 07/06/1947 Corinthians 3 x 2 Ypiranga
- 08/06/1947 Comercial (SP) 1 x 3 Portuguesa
- 08/06/1947 Juventus 2 x 2 Nacional
- 08/06/1947 Port. Santista 3 x 0 Jabaquara
- 14/06/1947 Palmeiras 1 x 0 Santos
- 15/06/1947 São Paulo 3 x 3 Portuguesa
- 15/06/1947 Ypiranga 3 x 1 Comercial (SP)
- 21/06/1947 Comercial (SP) 3 x 2 Jabaquara
- 22/06/1947 Santos 2 x 0 Port. Santista
- 22/06/1947 São Paulo 7 x 2 Juventus
- 28/06/1947 Corinthians 1 x 0 Port. Santista
- 29/06/1947 Jabaquara 1 x 1 Nacional
- 29/06/1947 Portuguesa 0 x 2 Palmeiras
- 05/07/1947 São Paulo 2 x 3 Ypiranga
- 06/07/1947 Corinthians 5 x 0 Comercial (SP)
- 06/07/1947 Port. Santista 3 x 0 Juventus
- 12/07/1947 Portuguesa 3 x 1 Jabaquara
- 13/07/1947 Santos 1 x 2 Comercial (SP)
- 13/07/1947 Juventus 1 x 2 Ypiranga
- 13/07/1947 Nacional 0 x 1 Palmeiras
- 19/07/1947 Portuguesa 4 x 3 Port. Santista
- 20/07/1947 Palmeiras 3 x 1 Corinthians
- 20/07/1947 Jabaquara 2 x 2 São Paulo
- 26/07/1947 Nacional 0 x 4 Corinthians
- 27/07/1947 São Paulo 1 x 1 Santos
- 27/07/1947 Port. Santista 1 x 0 Comercial (SP)
- 03/08/1947 Jabaquara 1 x 1 Santos
- 03/08/1947 Ypiranga 1 x 2 Nacional
- 09/08/1947 Juventus 0 x 0 Comercial (SP)
- 10/08/1947 Corinthians 2 x 2 Portuguesa
- 16/08/1947 Juventus 1 x 4 Portuguesa
- 17/08/1947 Santos 3 x 2 Ypiranga
- 17/08/1947 São Paulo 3 x 4 Palmeiras
- 23/08/1947 Palmeiras 7 x 1 Comercial (SP)
- 24/08/1947 Jabaquara 4 x 2 Juventus
- 24/08/1947 Portuguesa 2 x 3 Nacional
- 24/08/1947 Ypiranga 3 x 1 Port. Santista
- 30/08/1947 Nacional 1 x 3 Santos
- 30/08/1947 Ypiranga 1 x 1 Palmeiras
- 31/08/1947 Port. Santista 1 x 1 São Paulo
- 31/08/1947 Corinthians 4 x 2 Juventus
- 13/09/1947 Palmeiras 4 x 0 Jabaquara
- 14/09/1947 Santos 2 x 2 Portuguesa
- 14/09/1947 Corinthians 1 x 1 São Paulo
- 20/09/1947 Comercial (SP) 1 x 5 Santos
- 21/09/1947 Palmeiras 4 x 2 Port. Santista
- 21/09/1947 Portuguesa 2 x 1 Ypiranga
- 21/09/1947 Juventus 1 x 0 Jabaquara
- 27/09/1947 Ypiranga 2 x 1 Jabaquara
- 27/09/1947 Comercial (SP) 3 x 2 Nacional
- 28/09/1947 Corinthians 1 x 1 Juventus
- 28/09/1947 Santos 1 x 1 São Paulo
- 04/10/1947 Nacional 0 x 2 Palmeiras
- 05/10/1947 Comercial (SP) 2 x 3 Corinthians
- 05/10/1947 Port. Santista 2 x 1 Portuguesa
- 11/10/1947 Portuguesa 2 x 1 Santos
- 12/10/1947 São Paulo 1 x 0 Ypiranga
- 12/10/1947 Juventus 1 x 0 Nacional
- 12/10/1947 Port. Santista 0 x 1 Jabaquara
- 18/10/1947 Juventus 1 x 4 Palmeiras
- 19/10/1947 São Paulo 0 x 0 Portuguesa
- 19/10/1947 Ypiranga 4 x 0 Nacional
- 19/10/1947 Jabaquara 1 x 3 Corinthians
- 25/10/1947 Comercial (SP) 4 x 1 Port. Santista
- 26/10/1947 Santos 4 x 1 Jabaquara
- 26/10/1947 Ypiranga 1 x 3 Corinthians
- 31/10/1947 Corinthians 3 x 0 Santos
- 02/11/1947 Palmeiras 2 x 1 Portuguesa
- 02/11/1947 Port. Santista 0 x 0 Ypiranga
- 08/11/1947 Juventus 5 x 1 Port. Santista
- 09/11/1947 Santos 3 x 0 Nacional
- 09/11/1947 São Paulo 8 x 2 Jabaquara
- 15/11/1947 Nacional 1 x 2 São Paulo
- 16/11/1947 Jabaquara 1 x 2 Comercial (SP)
- 16/11/1947 Portuguesa 2 x 2 Juventus
- 16/11/1947 Ypiranga 0 x 0 Santos
- 22/11/1947 Comercial (SP) 1 x 2 Ypiranga
- 23/11/1947 Corinthians 2 x 0 Palmeiras
- 23/11/1947 Port. Santista 3 x 1 Nacional
- 29/11/1947 Palmeiras 2 x 1 Ypiranga
- 30/11/1947 Santos 0 x 0 Juventus
- 30/11/1947 São Paulo 5 x 0 Comercial (SP)
- 06/12/1947 São Paulo 4 x 0 Port. Santista
- 07/12/1947 Portuguesa 1 x 0 Corinthians
- 07/12/1947 Jabaquara 1 x 3 Palmeiras
- 07/12/1947 Juventus 4 x 1 Comercial (SP)
- 13/12/1947 Nacional 0 x 3 Portuguesa
- 14/12/1947 Port. Santista 2 x 1 Santos
- 14/12/1947 Palmeiras 1 x 1 São Paulo
- 21/12/1947 Ypiranga 4 x 0 Juventus
- 21/12/1947 Nacional 3 x 3 Jabaquara
- 21/12/1947 Portuguesa 5 x 1 Comercial (SP)
- 27/12/1947 Juventus 2 x 1 São Paulo
- 28/12/1947 Santos 1 x 2 Palmeiras
- 28/12/1947 Corinthians 3 x 0 Nacional
- 03/01/1948 Palmeiras 2 x 0 Comercial (SP)
- 04/01/1948 São Paulo 1 x 1 Corinthians
- 04/01/1948 Jabaquara 0 x 1 Portuguesa
- 11/01/1948 Port. Santista 0 x 3 Corinthians

## Campanha do Campeão

### 1º Turno
- Palmeiras 3 x 0 Portuguesa Santista
- Palmeiras 3 x 0 Juventus
- Palmeiras 1 x 0 Portuguesa
- Palmeiras 2 x 0 Portuguesa
- Palmeiras 1 x 0 Nacional
- Palmeiras 3 x 1 Corinthians
- Palmeiras 4 x 3 São Paulo
- Palmeiras 7 x 1 Comercia
- Palmeiras 1 x 1 Ypiranga
- Palmeiras 4 x 0 Jabaquara

### 2º Turno
- Palmeiras 4 x 2 Portuguesa Santista
- Palmeiras 2 x 0 Nacional
- Palmeiras 4 x 1 Juventus
- Palmeiras 2 x 1 Portuguesa
- Palmeiras 0 x 2 Corinthians
- Palmeiras 2 x 1 Ypiranga
- Palmeiras 3 x 1 Jabaquara
- Palmeiras 1 x 1 São Paulo
- Palmeiras 2 x 1 Santos
- Palmeiras 2 x 1 Comercial

20 jogos; 17 vitórias, 2 empates, 1 derrota; 36 pontos ganhos

## Jogo do título
28 de dezembro de 1947
Santos 1 x 2 Palmeiras
Vila Belmiro
Santos: Renê; Dinho e Expedito; Nenê, Dacunto e Alfredo; Odair, Zeferino, Adolfrizes, Antoninho e Leonaldo.
Palmeiras: Oberdan Cattani; Caieira e Turcão; Zezé Procópio, Túlio e Waldemar Fiúme; Lula, Arturzinho, Osvaldinho, Lima e Canhotinho. Técnico: Osvaldo Brandão.
Gols: Turcão, aos 12 min, e Arturzinho, aos 36 min do primeiro tempo; Odair, aos 4 min do segundo tempo.
Árbitro: Francisco Kohn Filho
Renda: Cr$ 102.738,40

## Premiação
| Campeão Paulista de 1947 |
| ------------------------ |
| PALMEIRAS (11º título)   |

## Classificação final
| Classificação - Final | Classificação - Final | Classificação - Final | Classificação - Final | Classificação - Final | Classificação - Final | Classificação - Final | Classificação - Final | Classificação - Final | Classificação - Final |
| Time | Time                  | PG                    | J                     | V                     | E                     | D                     | GP                    | GC                    | SG                    |
| --- | --------------------- | --------------------- | --------------------- | --------------------- | --------------------- | --------------------- | --------------------- | --------------------- | --------------------- |
| 1 | Palmeiras             | 36                    | 20                    | 17                    | 2                     | 1                     | 51                    | 16                    | 35                    |
| 2 | Corinthians           | 32                    | 20                    | 14                    | 4                     | 2                     | 54                    | 19                    | 35                    |
| 3 | Portuguesa            | 27                    | 20                    | 11                    | 5                     | 4                     | 43                    | 28                    | 15                    |
| 4 | São Paulo             | 25                    | 20                    | 8                     | 9                     | 3                     | 48                    | 27                    | 21                    |
| 5 | Ypiranga              | 21                    | 20                    | 9                     | 3                     | 8                     | 36                    | 26                    | 10                    |
| 6 | Santos                | 19                    | 20                    | 6                     | 7                     | 7                     | 33                    | 27                    | 6                     |
| 7 | Juventus              | 16                    | 20                    | 5                     | 6                     | 9                     | 29                    | 45                    | -16                   |
| 8 | Portuguesa Santista   | 15                    | 20                    | 6                     | 3                     | 11                    | 27                    | 42                    | -15                   |
| 9 | Comercial             | 11                    | 20                    | 5                     | 1                     | 14                    | 25                    | 59                    | -34                   |
| 10 | Nacional              | 10                    | 20                    | 3                     | 4                     | 13                    | 25                    | 47                    | -22                   |
| 11 | Jabaquara             | 8                     | 20                    | 2                     | 4                     | 14                    | 22                    | 57                    | -35                   |
| PG - Pontos Ganhos; J - Jogos; V - Vitórias; E - Empates; D - Derrotas; GP - Gols Pró; GC - Gols Contra; SG - Saldo de Gols |                       |                       |                       |                       |                       |                       |                       |                       |                       |

|  |         |
|  | Campeão |